# Gustave-Marie-Maurice Mesny
Gustave-Marie-Maurice Mesny, francoski general, * 1886, † 1945.